# Cheval en Somalie
Le cheval en Somalie est présent de longue date, notamment grâce à son usage militaire. Il se raréfie au cours du XXe siècle, en raison de la peste équine et de sécheresses. La Somalie ne compte officiellement qu'une race de chevaux sur son territoire, le Somalien. Animal prestigieux, le cheval est cité dans les poèmes traditionnels.

## Histoire

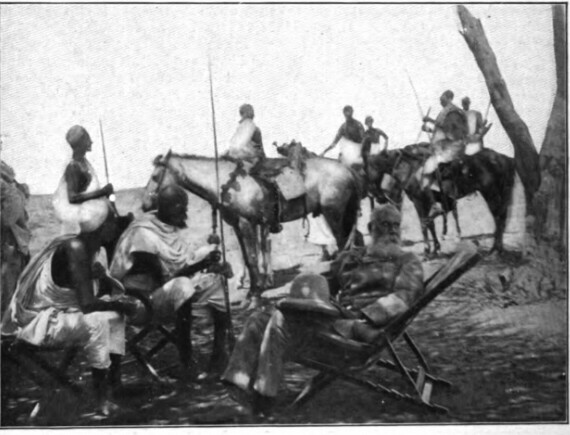
Sultan somalien nomade en 1896.

Avant les années 1920, le nombre des chevaux ou poneys en Somalie est élevé, notamment dans le Nord du pays, où ces animaux servent aux cavaleries militaires. La situation de l'élevage somalien s'aggrave dramatiquement au cours du XXe siècle, en raison de la motorisation des transports, de nombreuses années de sécheresse, et du croisements du cheptel local avec d'autres races. L'érosion du cheptel équin est particulièrement importante à partir des années 1940, notamment en raison d'épidémies de peste équine.

## Pratiques
Les chevaux somaliens sont utilisés historiquement pour la guerre, les voyages sur longue distance, et dans le cadre de fêtes.
En cas de sécheresse, les Somaliens donnent à leurs poneys un mélange d'eau et de lait de chamelle, habituellement un volume double de lait pour un volume d'eau.
Des populations nomades vivent historiquement à la frontière entre le Somalie et le Kenya, qui ne peut être traversée qu'à cheval.

## Élevage
Les chevaux sont présents dans toutes les régions de Somalie.
Les sécheresses fréquentes compliquent l'élevage équin. La base de données DAD-IS ne cite qu'une seule race de chevaux élevée en Somalie, le Somalien. Le pays compte des croisements entre chevaux arabes et la souche de poneys locale.

## Culture

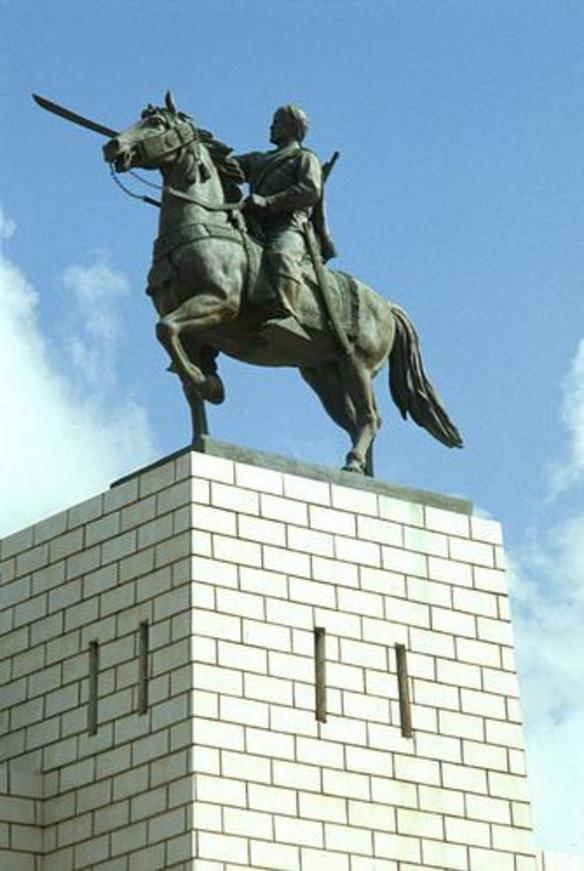
Statue équestre de Sayyid Mohammed Abdullah Hassan à Mogadiscio.

Le cheval est considéré comme un animal de prestige par excellence, source de fierté pour son propriétaire. Les offenses sont traditionnellement effacées en offrant son meilleur dromadaire ou son meilleur cheval.
Le cheval est cité dans les poèmes traditionnels, notamment ceux de Sayid Muhammad Abdulle Hassan, qui reflètent la vie des camps nomades de Somalie : il y compare le cheval à une bénédiction apportant la subsistance, telle qu'une bonne pluie.